# Hyundai Mistra
Hyundai Mistra (кит. 现代名图; пиньинь Xiàndài Míngtú) — среднеразмерный седан, выпускавшийся с 2013 по 2023 год совместным предприятием Beijing Hyundai. 

## Первое поколение (CF; 2013)
Hyundai Mistra дебютировал в 2013 году на Шанхайском автосалоне. Производство модели началось в конце 2013 года, а продажи начались в 2014 году.
Автомобили оснащались 1,6-литровым рядным четырёхцилиндровым турбодвигателем Gamma, 1,8-литровым двигателем Nu мощностью 143 л. с. или же 2,0-литровым двигателем той же серии мощностью 155 л. с. Коробка передач — шестиступенчатая механическая, шестиступенчатая автоматическая или же семиступенчатая с двумя сцеплениями.

В апреле 2017 года автомобили прошли рестайлинг. Продажи рестайлинговых версий Hyundai Mistra стартовали в мае того же года.

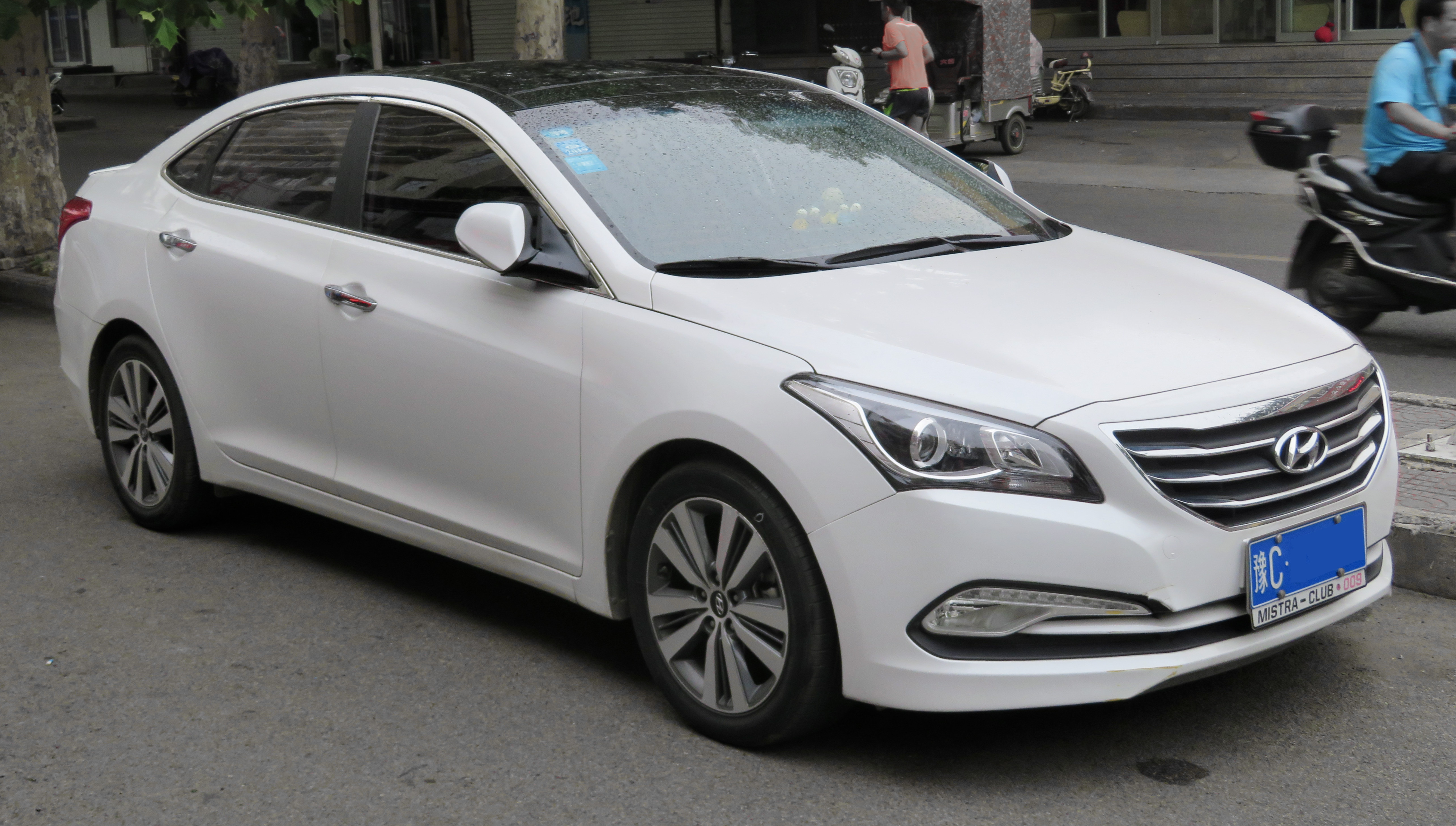
Вид спереди
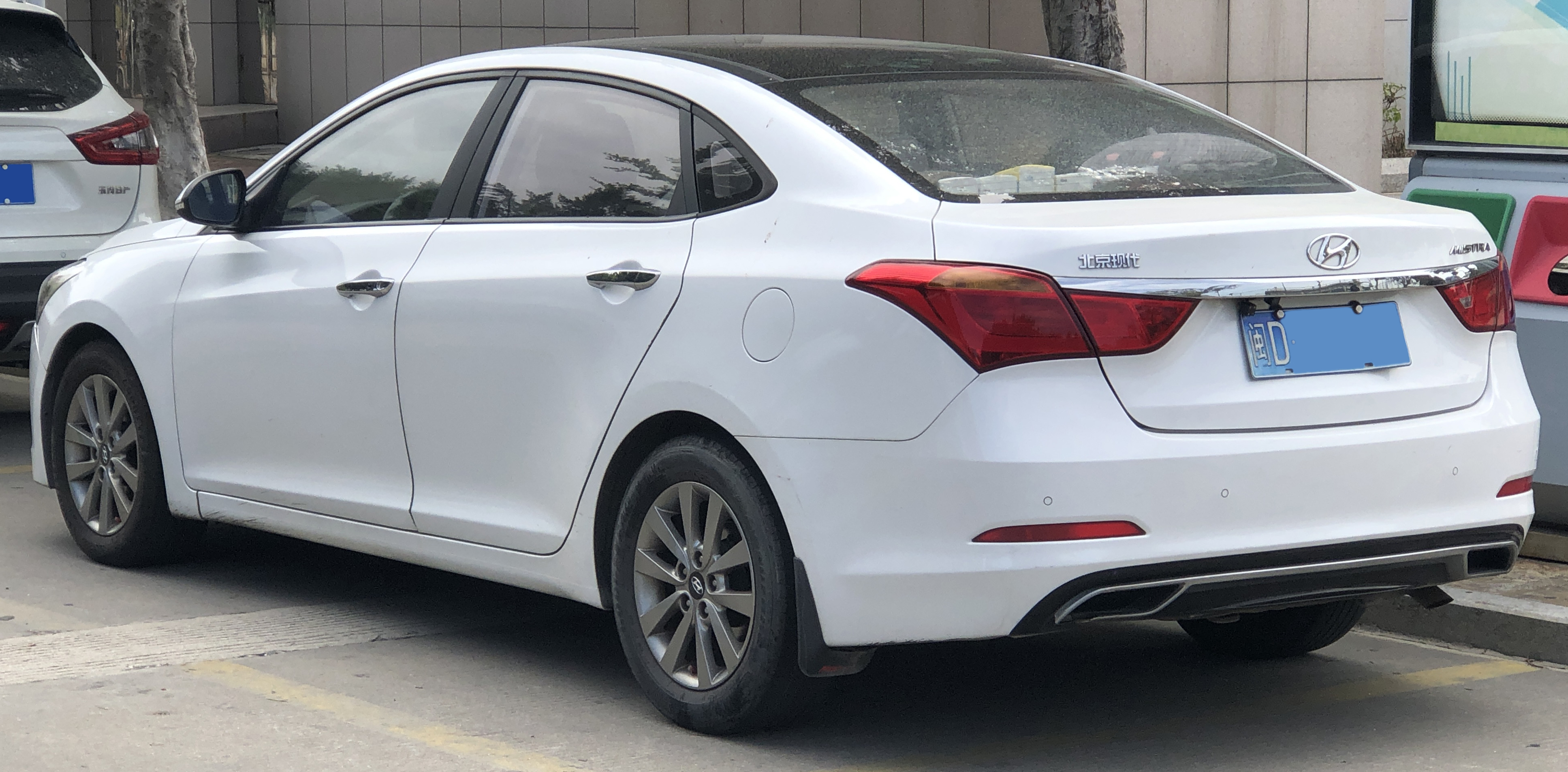
Вид сзади
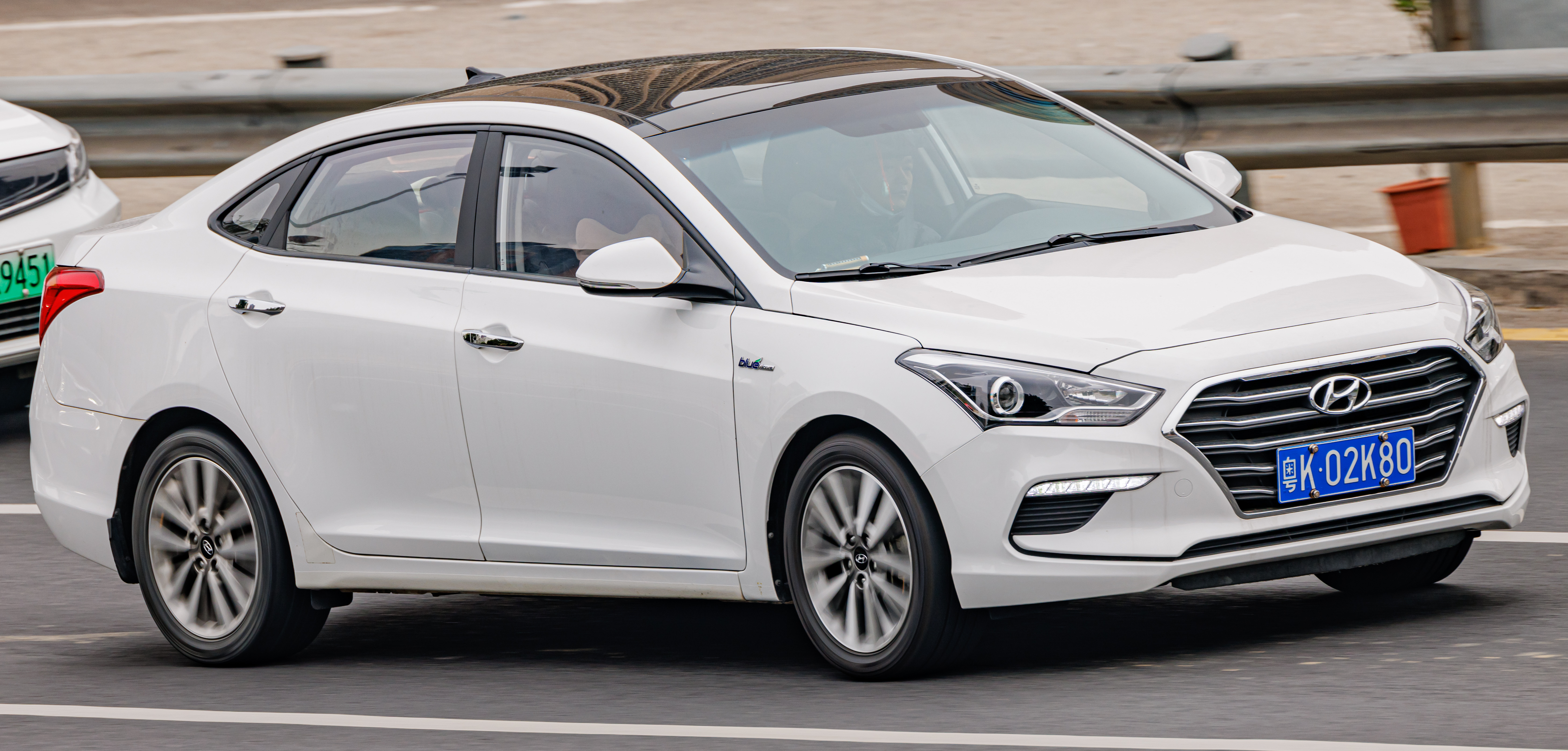
Рестайлинговый Hyundai Mistra в Китае

## Второе поколение (DU2; 2020)
Второе поколение Hyundai Mistra дебютировало в 2020 году в Гуанчжоу. Продажи стартовали в 2021 году.
Автомобили оснащались 1,8-литровым двигателем Nu мощностью 105 кВт (141 л. с.) в паре с вариатором или же 1,5-литровым турбодвигателем Smartstream мощностью 125 кВт (168 л. с.) в паре с семиступенчатой трансмиссией с двумя сцеплениями. Кроме автомобилей с ДВС, также выпускались электромобили Hyundai Mistra EV с литий-ионным аккумулятором ёмкостью 56,5 кВт⋅ч. Запас хода — 520 км по циклу NEDC.

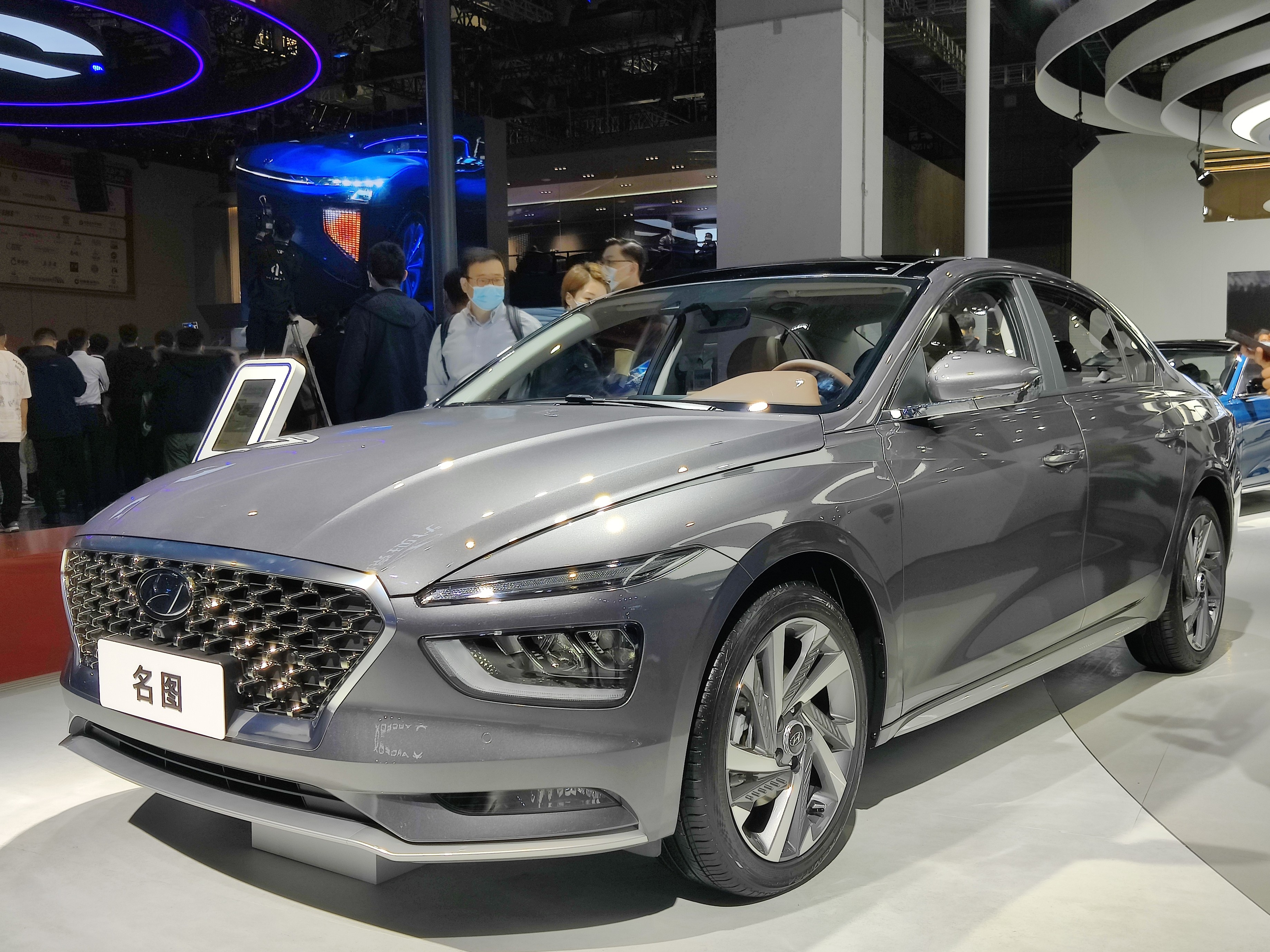
Вид спереди
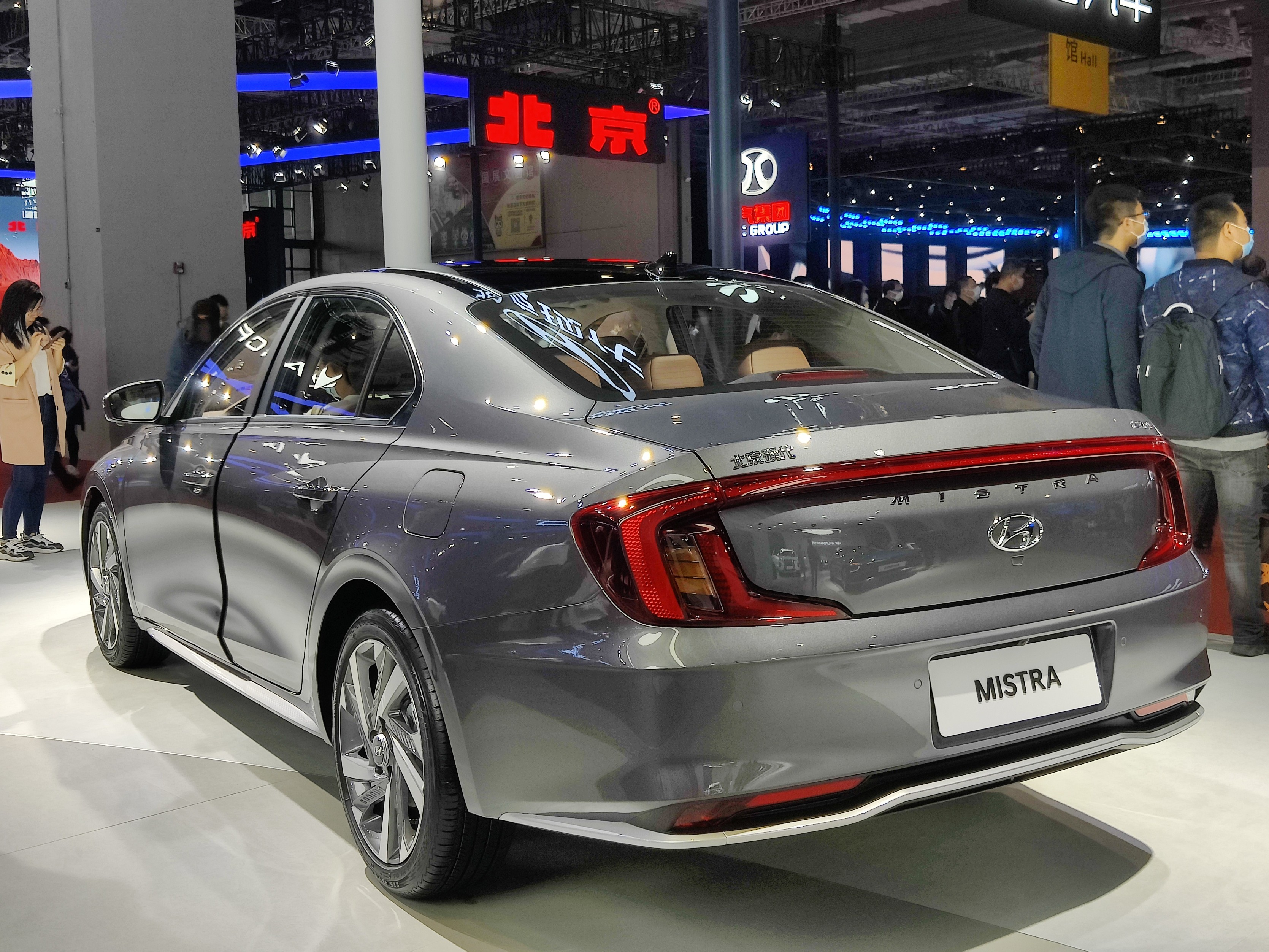
Вид сзади
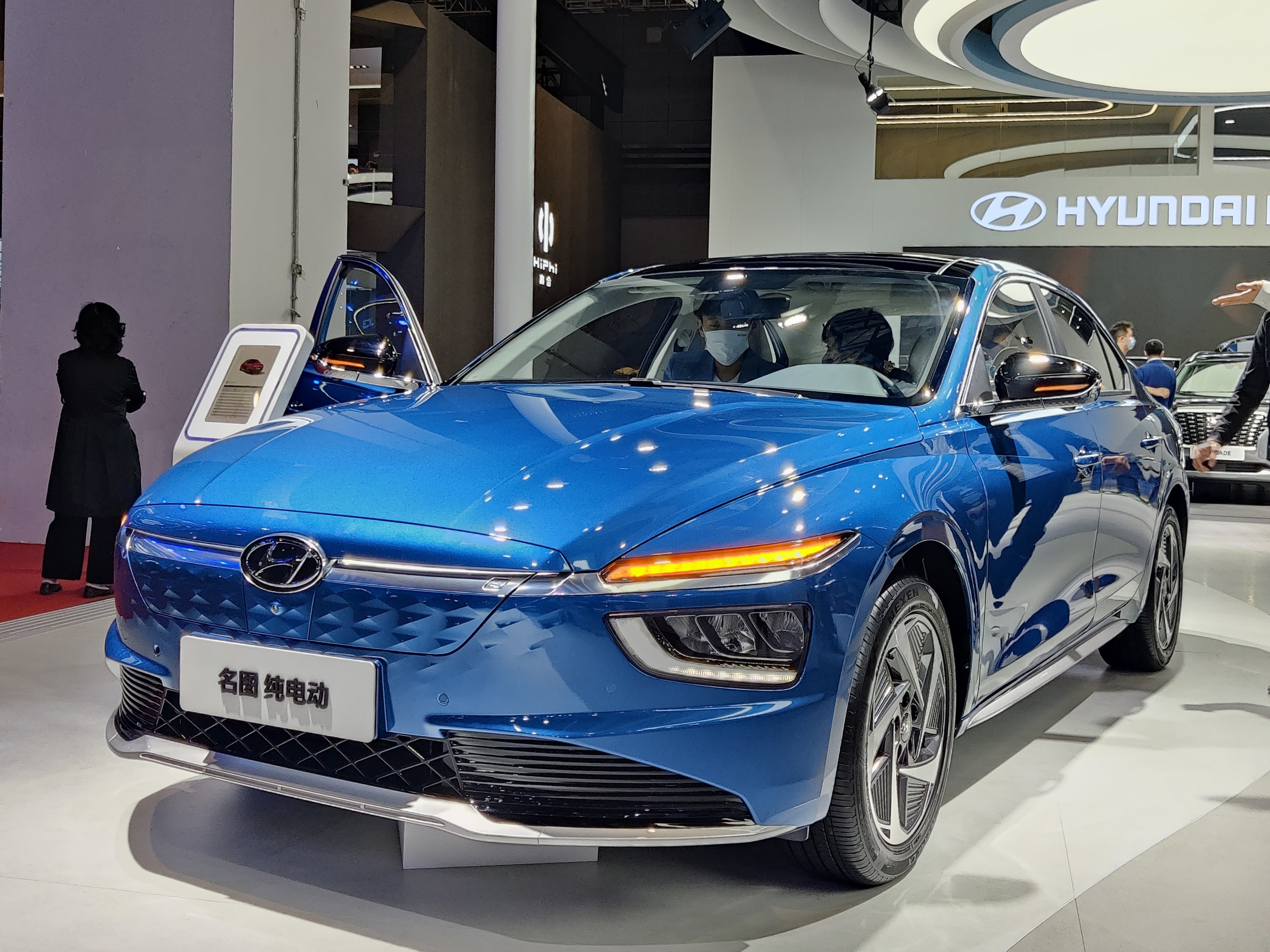
Hyundai Mistra EV
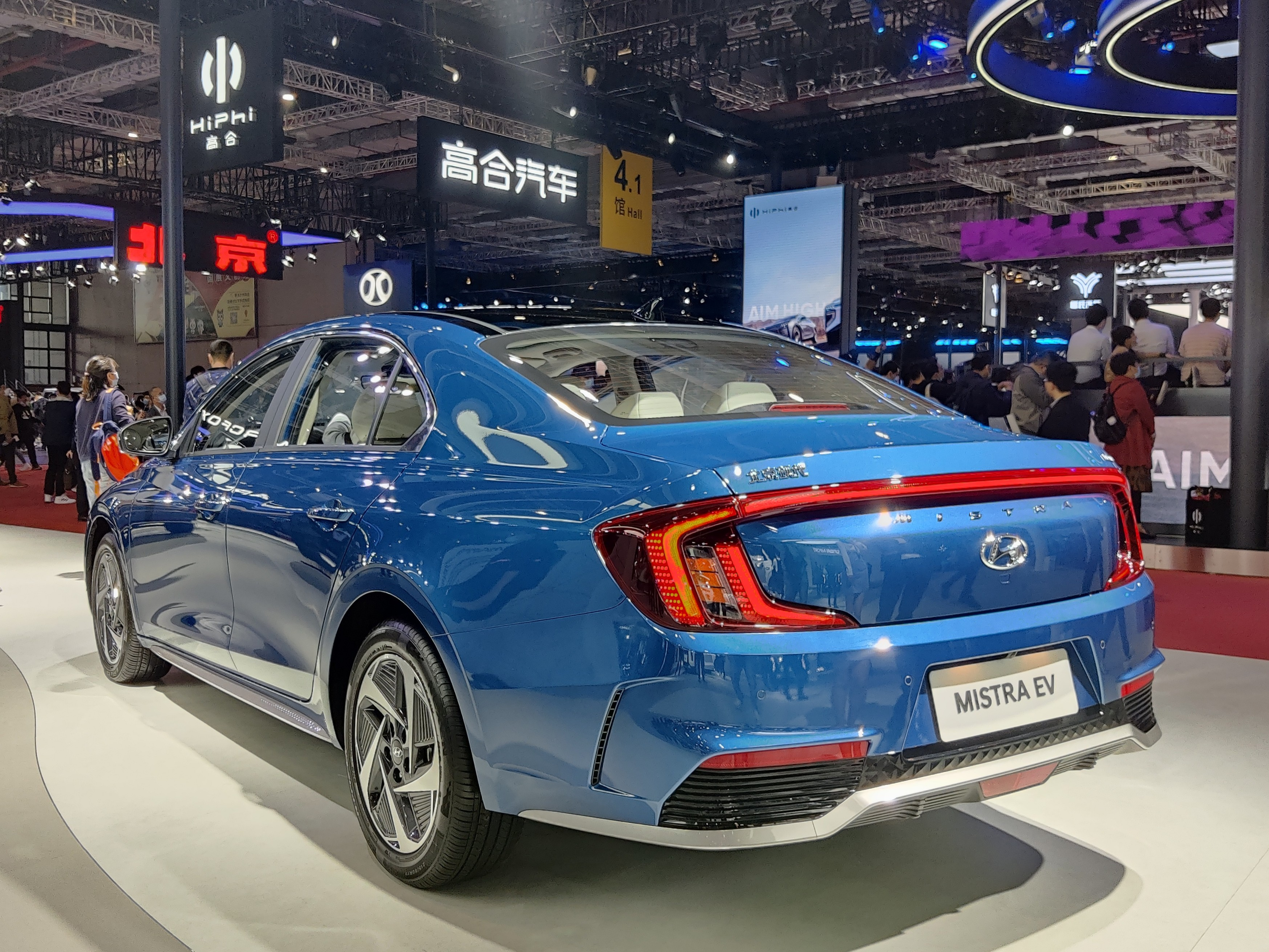
Hyundai Mistra EV